# Fairhope
Fairhope és una població dels Estats Units a l'estat d'Alabama. Segons el cens del 2000 tenia 12.480 habitants.

## Demografia
Segons el cens del 2000, Fairhope tenia 12.480 habitants, 5.345 habitatges, i 3.575 famílies. La densitat de població era de 438,1 habitants/km².
Dels 5.345 habitatges en un 27% hi vivien nens de menys de 18 anys, en un 54,8% hi vivien parelles casades, en un 10,1% dones solteres, i en un 33,1% no eren unitats familiars. En el 30,3% dels habitatges hi vivien persones soles el 15,6% de les quals corresponia a persones de 65 anys o més que vivien soles. El nombre mitjà de persones vivint en cada habitatge era de 2,27 i el nombre mitjà de persones que vivien en cada família era de 2,83.
Per edats la població es repartia de la següent manera: un 21,6% tenia menys de 18 anys, un 5,4% entre 18 i 24, un 23,8% entre 25 i 44, un 25,6% de 45 a 60 i un 23,7% 65 anys o més.
L'edat mediana era de 44 anys. Per cada 100 dones hi havia 83,3 homes. Per cada 100 dones de 18 o més anys hi havia 78,3 homes.
La renda mediana per habitatge era de 42.913 $ i la renda mediana per família de 56.976 $. Els homes tenien una renda mediana de 41.692 $ mentre que les dones 27.959 $. La renda per capita de la població era de 25.237 $. Aproximadament el 4,9% de les famílies i el 7,5% de la població estaven per davall del llindar de pobresa.

## Poblacions més properes
El següent diagrama mostra les poblacions més properes.